# 何塞·马里亚·德马尔科·佩雷斯
何塞·马里亚·德马尔科·佩雷斯（西班牙語：José María de Marco Pérez，1963年6月23日—），西班牙男子赛艇运动员。他曾代表西班牙参加世界赛艇锦标赛，获得二枚金牌、二枚银牌和二枚铜牌。他也曾参加1992年和1996年夏季奥运会。